# School Days
Pour les articles homonymes, voir School Days (homonymie).
School Days (スクールデイズ, Sukūru Deizu) est un jeu vidéo japonais pour adultes de type visual novel développé par 0verflow et édité par 0verflow pour PC et Interchannel pour PlayStation 2. Il est sorti au Japon le 28 avril 2005 sur PC, le 17 janvier 2008 sur PlayStation 2 et le 30 juin 2010 sur PlayStation Portable. Une version intitulée School Days HQ est sortie le 8 octobre 2010. Le jeu est sorti le 27 juin 2012 en Amérique du Nord. Par la suite, il a été adapté en manga en deux tomes, un anime de douze épisodes ainsi que deux OAV.

## Synopsis
School Days se concentre sur la vie de Makoto Itō, un lycéen de première année vivant avec sa mère divorcée dans la ville fictive de Haramihama. Il est attiré par Kotonoha Katsura, une camarade d'une autre classe qui partage le même train que lui pour se rendre au lycée. Après un changement de plan de classe, il se familiarise avec Sekai Saionji, une fille optimiste qui va l'aider à nouer une relation avec Kotonoha en leur donnant des motifs pour se rencontrer.

## Personnages
- Makoto Itō (伊藤 誠, Itō Makoto?) (VF : Gérard Malabat[3] VO : Tatsuya Hirai (jeu) et Daisuke Hirakawa (anime)) : Un jeune garçon très sérieux et très maladroit avec les filles. Amoureux de Kotonoha Katsura, il est capable de tout pour lui montrer ses sentiments.
- Kotonoha Katsura (桂 言葉, Katsura Kotonoha?) (VF : Isabelle Volpé[3] VO : Tae Okajima) : Une très jolie fille, très gentille, timide et serviable. Elle a une très grosse poitrine ce qui attire un grand nombre de garçons.
- Sekai Saionji (西園寺 世界, Saionji Sekai?) (VF : Céline Melloul[3] VO : Shiho Kawaragi) : Une fille très mignonne du même âge que les héros et gentille. C'est grâce à elle que Makoto sort avec Kotonoha mais elle est aussi amoureuse de Makoto.
- Setsuna Kiyoura (清浦 刹那, Kiyoura Setsuna?) (VF : Ludivine Maffren[3]) : Meilleure amie de Sekai et secrètement amoureuse de Makoto, Setsuna est une fille qui avait subi des moqueries à cause de sa petite taille mais n'en souffre plus grâce à Makoto.
- Nanami Kanroji (甘露寺 七海, Kanroji Nanami?)
- Hikari Kuroda (黒田 光, Kuroda Hikari?)
- Otome Katō (加藤 乙女, Katō Otome?) : Secrètement amoureuse de Makoto, Otome est une jeune fille qui ne se laisse pas marcher sur les pieds et réussit, bien que Makoto sorte avec Sekai, à lui soutirer un rendez-vous dans le local traditionnel du lycée.
- Kokoro Katsura (桂 心, Katsura Kokoro?) : Petite sœur énergique de Kotonoha qui adore Makoto et l'appelle "grand frère".

De gauche à droite : Makoto Itō, Sekai Saionji, Setsuna Kiyoura, Kuroda Hikari, Kokoro Katsura.

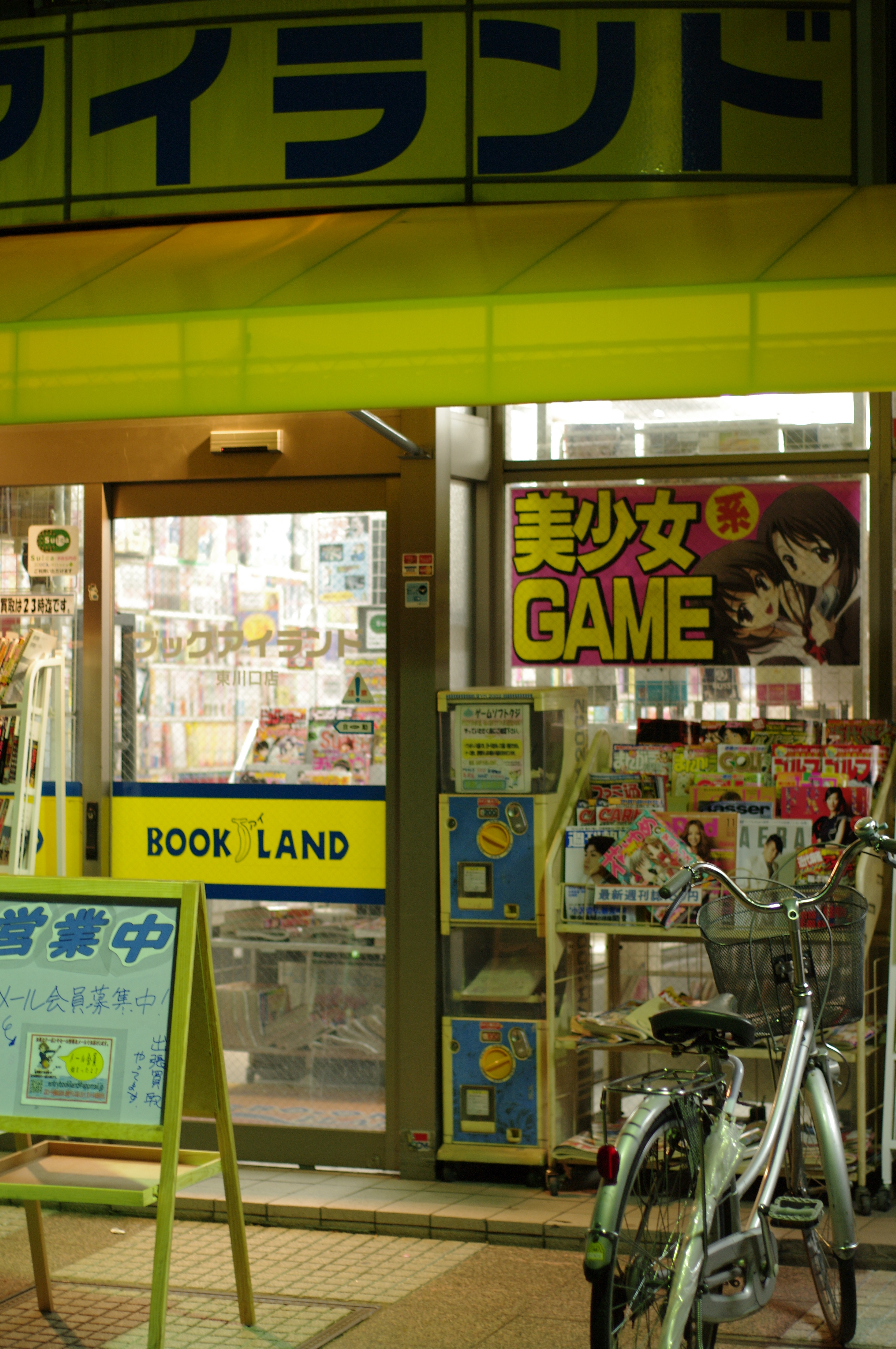
Affiche pour le jeu.

- Taisuke Sawanaga (澤永 泰介, Sawanaga Taisuke?)
- Kumi Mori (森 来実, Mori Kumi?)
- Natsumi Koizumi (小泉 夏美, Koizumi Natsumi?)
- Minami Obuchi (小渕 みなみ, Obuchi Minami?)
- Itaru Ito (伊藤 止, Ito Itaru?)
- Yōko Saionji (西園寺 踊子, Saionji Yōko?)

## Système de jeu
Le jeu se présente sous forme d'un anime interactif. Le joueur peut choisir différents choix qui modifieront l'histoire. Le jeu ne ressemble pas aux visual novels traditionnels car il est totalement animé. Il n'y a donc pas de boite de dialogue (seulement des sous-titres dans les versions non-japonaises), ni de décors, ni de sprites, mais un dessin animé. Chaque choix influence la barre représentant la relation avec les deux héroïnes. School Days étant un jeu érotique, les relations entre personnages peuvent être de nature sexuelle, avec des scènes représentant des baisers amoureux, des masturbations ou des rapports sexuels. Les parties génitales sont pixelisées dans la version originale japonaise mais est non censuré dans la version occidentale School Days HQ. Les scènes érotiques sont retirées dans les adaptations PlayStation 2 et PSP.

### Développement
School Days est le dixième jeu développé par 0verflow. Les nouvelles concernant School Days ont débuté le 5 octobre 2004 lorsque 0verflow publie un lien vers le site internet et le journal de développement du jeu sur leur site officiel. Dans le blog, 0verflow révèle que School Days était en pré-production depuis environ deux ans et qu'il sera un jeu entièrement animé. L'animation en jeu est réalisée par le studio TNK.

### Accueil
|                           | Jeu         | Note                       | Plateforme                    | Ref   |
| ------------------------- | ----------- | -------------------------- | ----------------------------- | ----- |
| The Visual Novel Database | School Days | 6,59 (décent) note moyenne | Toutes plateformes confondues | [ 7 ] |

## Postérité

### Manga

#### Liste des tomes
| no | Japonais         | Japonais          |
| no | Date de sortie   | ISBN              |
| --- | ---------------- | ----------------- |
| 1 | 26 juillet 2007  | 978-4-04-713946-6 |
| Liste des chapitres : - Confession - Un couple distant - Premier baiser - Un autre charme - L’histoire commence                                                        |                  |                   |
| 2 | 26 novembre 2007 | 978-4-04-713965-7 |
| Liste des chapitres : - Main gauche et main droite - Fièvre - Des sentiments partagés - Le masque - En couple et célibataire - Des sentiments indécis - Les deux Sekai |                  |                   |

### Anime

#### Série télévisée
School Days est adapté en un anime de douze épisodes par TNK.

##### Fiche technique
- Titres original : スクールデイズ (Sukūru Deizu)
- Titre français traduit : School Days
- Genre : drame, amour, amitié, ecchi
- Durée : 22 minutes
- Année de production : 2005 - 2007

##### Liste des épisodes
| No | Titre français             | Titre japonais | Titre japonais                               | Date de 1re diffusion |
| No | Titre français             | Kanji          | Rōmaji                                       | Date de 1re diffusion |
| -- | -------------------------- | -------------- | -------------------------------------------- | --------------------- |
| 1  | Confessions                | 告白           | Kokuhaku (Confessions)                       | 3 juillet 2007        |
| 2  | La distance qui les sépare | 二人の距離     | Futari no Kyori (La distance qui les sépare) | 10 juillet 2007       |
| 3  | Sentiments éphémères       | 擦れ違う想い   | Surechigau Omoi (Sentiments éphémères)       | 17 juillet 2007       |
| 4  | Innocence                  | 無垢           | Muku (Innocence)                             | 24 juillet 2007       |
| 5  | Remous                     | 波紋           | Hamon (Remous)                               | 31 juillet 2007       |
| 6  | Relation dévoilée          | 明かされた関係 | Akasareta Kankei (Relation dévoilée)         | 7 août 2007           |
| 7  | La veille de la fête       | 前夜祭         | Zen'yasai (La veille de la fête)             | 14 août 2007          |
| 8  | La fête du lycée           | 学祭           | Gakusai (La fête du lycée)                   | 21 août 2007          |
| 9  | Après la fête              | 後夜祭         | Kōyasai (Après la fête)                      | 28 août 2007          |
| 10 | Corps et âme               | 心と体         | Kokoro to Karada (Corps et âme)              | 4 septembre 2007      |
| 11 | À chacune son Makoto       | みんなの誠     | Minna no Makoto (À chacune son Makoto)       | 11 septembre 2007     |
| 12 | School Days                | スクールデイズ | Sukūru Deizu (School Days)                   | 27 septembre 2007     |

#### OAV 1
School Days - Valentine Days est le premier OAV sorti le 17 janvier 2008 au Japon.

#### OAV 2
School Days - Magical Heart☆Kokoro-chan est le second OAV sorti le 26 mars 2008 au Japon.